# Nazionale maschile di calcio delle Isole Vergini Americane
La nazionale di calcio delle Isole Vergini Americane è la rappresentativa calcistica delle omonime isole caraibiche, posta sotto l'egida della U.S. Virgin Islands Soccer Federation ed affiliata a CONCACAF e FIFA.
La selezione americo-verginiana è una delle più deboli del panorama centroamericano e mondiale: ha vinto soltanto 7 partite sulle 57 giocate, subendo 244 gol (in media più di 4 ad incontro); occupa attualmente il 208º e terzultimo posto (su 210) del ranking FIFA.

## Storia
La selezione delle Isole Vergini Americane ha esordito nel 1998 ed è rimasta per la maggior parte della propria storia nelle ultime posizioni della graduatoria FIFA per nazionali. L'unica ascesa avvenne nel 2011 sotto la guida tecnica di Keith Griffith, collaboratore di molte altre rappresentative caraibiche, il quale aiutò la formazione americo-verginiana a scalare ben 51 posizioni del ranking FIFA, fino a raggiungere quale miglior piazzamento di sempre, il 149º posto nel luglio di quell'anno.
La nazionale della Dashing Eagle ha un saldo positivo negli scontri diretti soltanto nei confronti di Anguilla e Sint Maarten.

## Partecipazioni ai tornei internazionali
Legenda: Grassetto: Risultato migliore, Corsivo: Mancate partecipazioni

### Coppa dei Caraibi
La nazionale delle Isole Vergini Americane non ha mai partecipato alla fase finale della Coppa dei Caraibi, nonostante abbia tentato la via delle qualificazioni in sei occasioni.

## Statistiche dettagliate sui tornei internazionali

### Mondiali
| Anno | Luogo                          | Piazzamento     | V | N | P | Gol |
| ---- | ------------------------------ | --------------- | - | - | - | --- |
| 2002 | Giappone / Corea del Sud       | Non qualificata | - | - | - | -   |
| 2006 | Germania                       | Non qualificata | - | - | - | -   |
| 2010 | Sudafrica                      | Non qualificata | - | - | - | -   |
| 2014 | Brasile                        | Non qualificata | - | - | - | -   |
| 2018 | Russia                         | Non qualificata | - | - | - | -   |
| 2022 | Qatar                          | Non qualificata | - | - | - | -   |
| 2026 | Canada / Stati Uniti / Messico | Non qualificata | - | - | - | -   |

### Campionato CONCACAF/Gold Cup
| Anno | Luogo                               | Piazzamento      | V | N | P | Gol |
| ---- | ----------------------------------- | ---------------- | - | - | - | --- |
| 2000 | Stati Uniti                         | Non qualificata  | - | - | - | -   |
| 2002 | Stati Uniti                         | Non qualificata  | - | - | - | -   |
| 2003 | Stati Uniti / Messico               | Non qualificata  | - | - | - | -   |
| 2005 | Stati Uniti                         | Non qualificata  | - | - | - | -   |
| 2007 | Stati Uniti                         | Non qualificata  | - | - | - | -   |
| 2009 | Stati Uniti                         | Non partecipante | - | - | - | -   |
| 2011 | Stati Uniti                         | Non partecipante | - | - | - | -   |
| 2013 | Stati Uniti                         | Non partecipante | - | - | - | -   |
| 2015 | Stati Uniti / Canada                | Non qualificata  | - | - | - | -   |
| 2017 | Stati Uniti                         | Non qualificata  | - | - | - | -   |
| 2019 | Stati Uniti / Costa Rica / Giamaica | Non qualificata  | - | - | - | -   |
| 2021 | Stati Uniti                         | Non qualificata  | - | - | - | -   |
| 2023 | Stati Uniti / Canada                | Non qualificata  | - | - | - | -   |

### Olimpiadi
- Nota bene: per le informazioni sui risultati ai Giochi olimpici nelle edizioni successive al 1998 (data di esordio della selezione americo-verginiana) visionare la pagina della nazionale olimpica.

### Confederations Cup
| Anno | Luogo                    | Piazzamento     | V | N | P | Gol |
| ---- | ------------------------ | --------------- | - | - | - | --- |
| 1999 | Messico                  | Non qualificata | - | - | - | -   |
| 2001 | Corea del Sud / Giappone | Non qualificata | - | - | - | -   |
| 2003 | Francia                  | Non qualificata | - | - | - | -   |
| 2005 | Germania                 | Non qualificata | - | - | - | -   |
| 2009 | Sudafrica                | Non qualificata | - | - | - | -   |
| 2013 | Brasile                  | Non qualificata | - | - | - | -   |
| 2017 | Russia                   | Non qualificata | - | - | - | -   |

### Coppa dei Caraibi
| Anno | Luogo                        | Piazzamento                         | V | N | P | Gol |
| ---- | ---------------------------- | ----------------------------------- | - | - | - | --- |
| 1998 | Giamaica / Trinidad e Tobago | Ritirata prima delle qualificazioni | - | - | - | -   |
| 1999 | Trinidad e Tobago            | Non qualificata                     | - | - | - | -   |
| 2001 | Trinidad e Tobago            | Non qualificata                     | - | - | - | -   |
| 2005 | Barbados                     | Non qualificata                     | - | - | - | -   |
| 2007 | Trinidad e Tobago            | Non qualificata                     | - | - | - | -   |
| 2008 | Giamaica                     | Non partecipante                    | - | - | - | -   |
| 2010 | Martinica                    | Non partecipante                    | - | - | - | -   |
| 2012 | Antigua e Barbuda            | Non partecipante                    | - | - | - | -   |
| 2014 | Giamaica                     | Non qualificata                     | - | - | - | -   |
| 2017 | Martinica                    | Non qualificata                     | - | - | - | -   |

## Allenatori
Dal 2000:
- Paul Inurie (2000)
- Glad Bugariu (2000–2002)
- Francisco Williams Ramírez (2003–2004)
- Carlton Freeman (2004-2008)
- Craig Martin (2010)
- Terrence Jones (2011)
- Keith Griffith (2011)
- Leonard Appleton (2014)
- Ahmed Mohamed Ahmed (2015)
- Craig Martin (2017)
- Marcelo Serrano (2018-2019)
- /  Gilberto Damiano (2019-)

## Direttore tecnico
- Keith Griffith (2011-2013)[6]
- Kenadall Walkes (2013-)[7]

## Rosa attuale
| 23 | P | Benny Labadie       | 1º settembre 1977 | 2  | -? | Rovers United           |  |  |
| 1  | P | Lionel Brown        | 17 settembre 1987 | 1  | -? | Miami FC                |  |  |
|    |   |                     |                   |    |    |                         |  |  |
| 6  | D | Karson Kendall      | 1º aprile 2000    | 2  | 0  | Sporting K.C.           |  |  |
| 3  | D | Derrick Smith       | 26 settembre 1991 | 13 | 0  |                         |  |  |
| 2  | D | Jacob Borden        | 10 dicembre 1989  | 5  | 0  | Indiana W.W.            |  |  |
| 13 | D | Carlos Labrada      | 29 dicembre 1985  | 5  | 0  | NTX Rayados             |  |  |
| 4  | D | Kassall Greene      | 8 settembre 1985  | 5  | 0  | Cayon Rockets           |  |  |
| 12 | D | Raejae Joseph       | 9 agosto 1997     | 1  | 0  | Rider Broncs            |  |  |
| 15 | D | Nakeeme Julian      | 10 aprile 1999    | 1  | 0  | Helenites               |  |  |
|    |   |                     |                   |    |    |                         |  |  |
| 3  | C | Tyler Humphrey      | 13 luglio 1991    | 2  | 0  | F. Worth Vaqueros       |  |  |
| 14 | C | Dusty Good          | 30 marzo 1987     | 9  | 0  | New Vibes               |  |  |
| 5  | C | Taylor MacDonald    | 22 marzo 1992     | 9  | 1  |                         |  |  |
| 6  | C | Jerry Saintil       | 15 maggio 1999    | 2  | 0  | Raymix                  |  |  |
| 2  | C | Jett Blaschka       | 16 settembre 1999 | 3  | 0  | Marquette Golden Eagles |  |  |
| 7  | C | Tnoy Andrew         | 7 novembre 1992   | 9  | 0  | Swetes                  |  |  |
| 15 | C | Zahmyre Harris      | 14 ottobre 1998   | 1  | 0  |                         |  |  |
| 15 | C | Avier Christian     | 16 gennaio 1996   | 1  | 0  | Liberta                 |  |  |
|    |   |                     |                   |    |    |                         |  |  |
| 9  | A | Adam Fuller         | 29 dicembre 1990  | 12 | 0  | UWS Upsetters           |  |  |
| 17 | A | Bryce Pierre        | 3 gennaio 1985    | 8  | 2  |                         |  |  |
| 16 | A | Lorne Maxime        | 16 settembre 1992 | 5  | 0  |                         |  |  |
| 18 | A | Asanti Herring      | 12 settembre 1997 | 4  | 1  | FC Stein                |  |  |
| 8  | A | Aaron Dennis        | 24 febbraio 1993  | 3  | 1  | N.Y. Cosmos             |  |  |
| 10 | A | James Charles Mack  | 10 agosto 1988    | 4  | 1  | Víkingur                |  |  |
| 11 | A | Rakeem Joseph       | 23 maggio 2000    | 2  | 0  | Empire                  |  |  |
| 19 | A | Ramesses McGuinness | 6 gennaio 2000    | 0  | 0  |                         |  |  |